# The First Time (álbum de Kelsea Ballerini)
The First Time es el álbum debut de la cantante estadounidense de música country Kelsea Ballerini. Lanzado el 19 de mayo del 2015 por Black River Entertainment. La lista de canciones y portada del álbum fue lanzada el 1 de abril de 2015. Los 3 primeros sencillos del álbum alcanzaron el número 1 en la lista de billboard Country AirPlay, Ballerini se convirtió en la primera nueva artista femenina en enviar sus tres primeros lanzamientos a la cima de las listas.

## Lista de canciones
| N.º   | Título                     | Duración |  |
| 1.    | «XO»                       | 2:54     |  |
| 2.    | «Peter Pan»                | 3:20     |  |
| 3.    | «Love Me Like You Mean It» | 3:20     |  |
| 4.    | «Square Pegs»              | 3:22     |  |
| 5.    | «First Time»               | 4:00     |  |
| 6.    | «Looking at Stars»         | 3:18     |  |
| 7.    | «Sirens»                   | 3:26     |  |
| 8.    | «Secondhand Smoke»         | 3:43     |  |
| 9.    | «Dibs»                     | 3:03     |  |
| 10.   | «Stilettos»                | 3:26     |  |
| 11.   | «Yeah Boy»                 | 3:14     |  |
| 12.   | «Underage»                 | 3:12     |  |
| 40:18 |                            |          |  |

- Datos: Q19824657